# Bagrat I van Imeretië
Bagrat I de Kleine (Georgisch:ბაგრატ I მცირე, Bagrat Mtsire) (gestorven 1372), uit het huis Bagrationi, was koning van Imeretië (West-Georgië) van 1329 tot 1330.
Toen hij zijn vader Michaël opvolgde als koning van Imeretië, was hij nog altijd minderjarig. Hij werd een jaar later, toen George V van Georgië Imeretië aan zich onderwierp en Koetaisi belegerde, afgezet. Bagrat werd aan de saeristavo (hertogdom) Sjorapani overhandigd als schadevergoeding.

## Huwelijk en Kinderen
In 1358 trouwde hij met de dochter van Prins Kvarkvare Dzjakeli, Atabeg van Samtsche. Zij waren de ouders 3 zonen die alle drie koningen zouden worden van Imeretië:
- Alexander I van Imeretië
- George I van Imeretië
- Constantijn II van Imeretië